# 八煙温泉

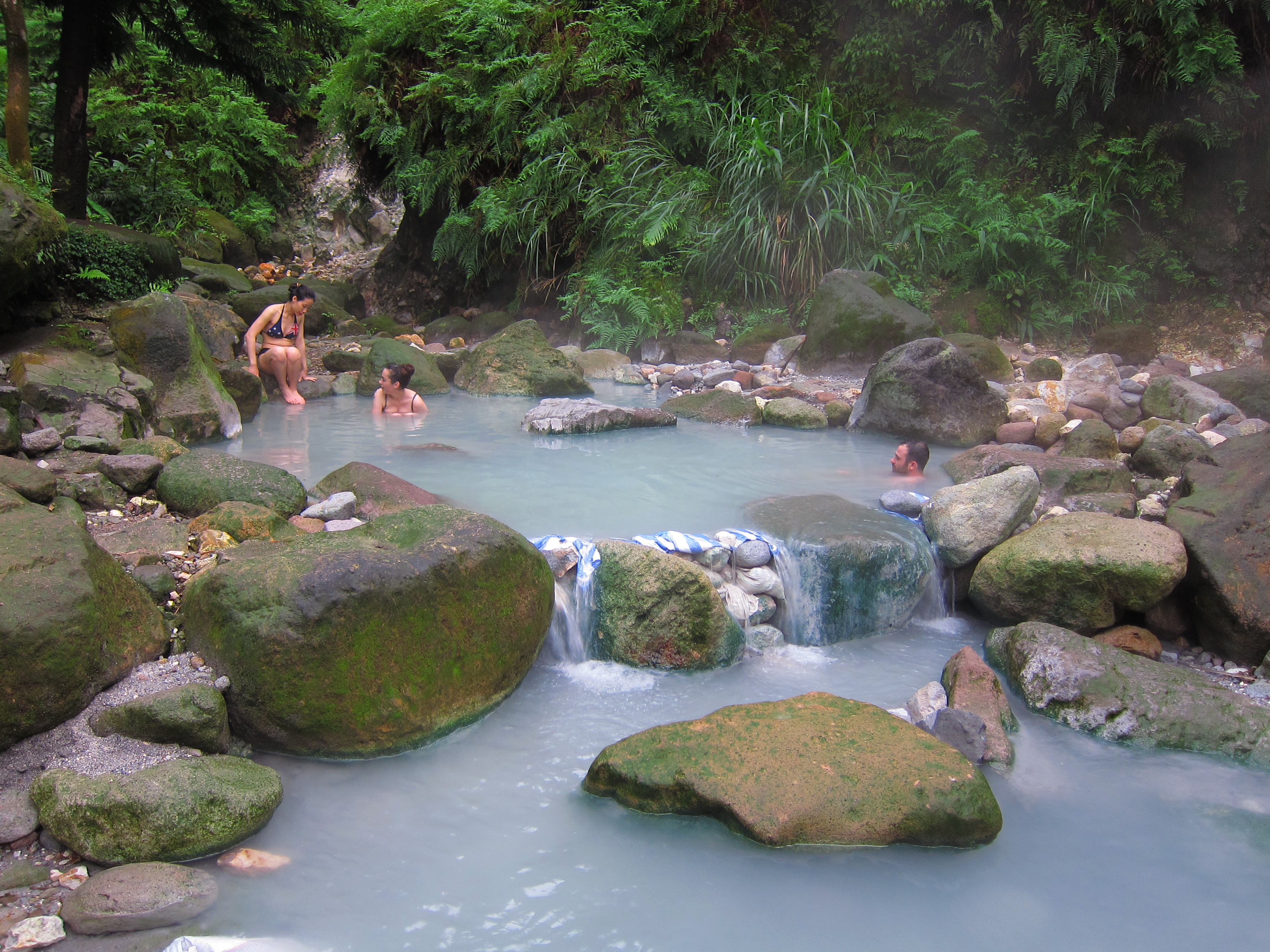
八煙温泉

八煙温泉（はちえんおんせん）は台湾新北市金山区重和理八煙集落付近にある温泉。省道2甲線沿いにあるリゾート温泉施設（八煙温泉会館）の他、そこから山道を渓流沿い20分ほど歩いたところにある野湯がある。野湯は台北から車で1時間程度とアクセスが便利なうえ、隣接する渓流で川遊びもできるため、週末は多くの観光客でにぎわう。
ただし、落石や山崩れの可能性が高く、高温の噴気や熱水による火傷のおそれもあるため、法律（国家公園法）により立ち入りが禁止されている。

## 泉質
白濁した硫酸塩泉。泉温は約60度～約85度。ph2～3、硫酸イオン約1000ppmを含む。酸味が強く硫黄臭も強い。野湯は源泉である滝から露天温泉にお湯が引かれている。

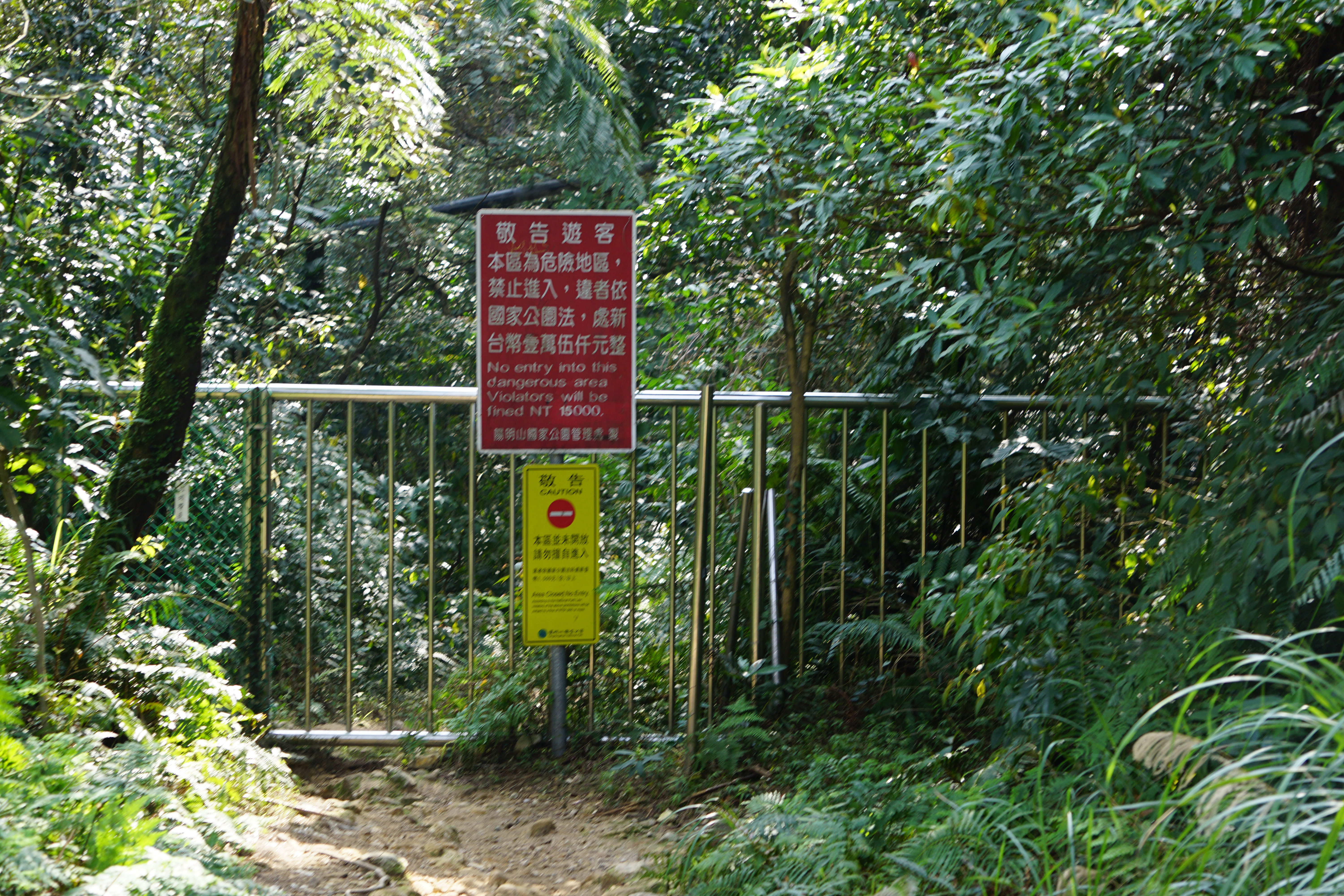
野湯への立ち入り禁止を通告する看板
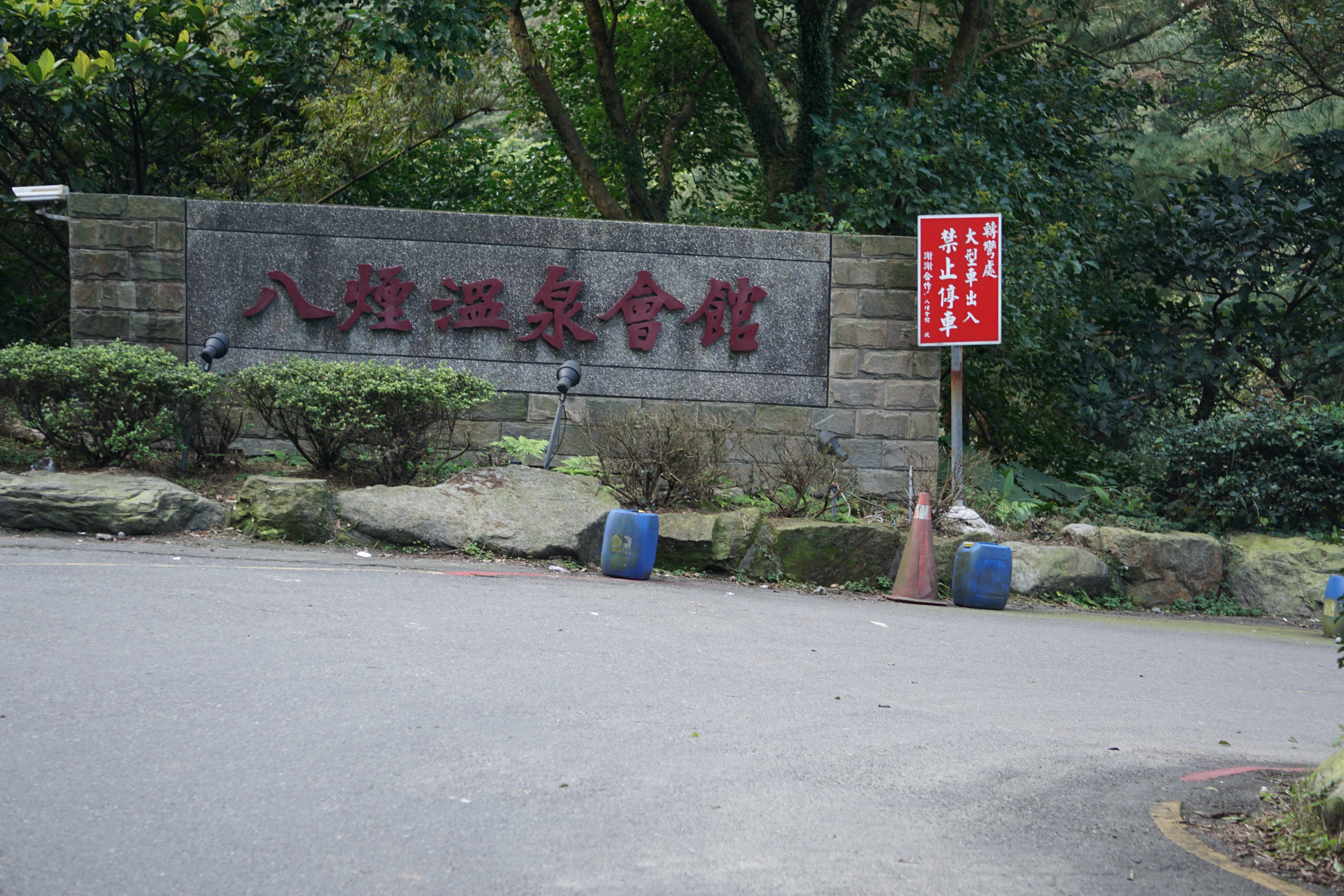
八煙温泉会館入り口

### 書籍
- 鈴木浩大『湯けむり台湾紀行』まどか出版、2007年5月。ISBN 978-4-94-423535-3。
- 宋聖榮、劉佳玖『台湾地理百科23 台湾的温泉』遠足文化、2007年5月。ISBN 978-9-57-280317-2。
- 陳柏淳『台湾秘境温泉』創意市集出版、2015年11月。ISBN 978-9-86-575199-9。

### web
- 陽明山国家公園 (2015年12月4日). “陽明山八煙野渓温泉（野湯）は潜在的な危険を有する地区であり、ご自身の安全並びに規定を無視して立ち入ることのないようお願い致します。”.   陽明山国家公園. 2016年9月25日閲覧。

## 関連リンク
- 八煙溫泉會館